# راي ريد
راي ريد (بالإنجليزية: Ray Reed)‏ هو سائق سيارة سباق ومهندس زيمبابوي، ولد في 30 أبريل 1932 في غويرو في زيمبابوي، وتوفي في 1965 في جنوب أفريقيا.